# 赫滕斯莱本
赫滕斯莱本是德国萨克森-安哈尔特州的一个市镇。总面积60.79平方公里，总人口3802人，其中男性1922人，女性1880人（2011年12月31日），人口密度63人/平方公里。